# Сергий Донецки
Сергий е архиерей на Православната църква на Украйна с титла митрополит Донецки и Мариуполски. Преди това е архиерей на Украинската православна църква на Киевската патриаршия и на Константинополската патриаршия (2018).

## Биография
Роден е със светското име Сергий Горобцов на 24 юли 1972 година в град Енакиево в Донецка област. Още като дете посещава Божията църква, пее и чете в хора, служи като паламар в църквата Св. праведен Йоан Кронщадски в Донецк. Бил е иподякон в катедралата „Свети Никола“ в Донецк.
През 1989 г. завършва гимназия в Донецк. От 1989 до 1991 г. учи в Донецкото медицинско училище. На 19 септември 1993 г. е ръкоположен за дякон в катедралата „Св. Владимир“ в Киев от Киевския митрополит Филарет (Денисенко). На 4 декември 1993 г. е ръкоположен за свещеник. През 1999 г. завършва Киевската духовна семинария и постъпва в Киевската духовна академия. През 1999 г. открива дом на милосърдието за възрастни хора в село Греково-Олександровка в Телмановски окръг.
През септември 2001 г. Донецко-Мариуполският епископ Юрий (Юрчик) го постригва в монашество и с благословението на Киевския и на цяла Рус-Украйна патриарх Филарет (Денисенко) е въздигнат в архимандритски сан.
На 14 декември 2002 г. е ръкоположен за епископ на Славянск и назначен за викарий на Донецката епархия на УПЦ КП.
Награден е с най-високите църковни награди: орден „Свети апостол княз Владимир Велики“ III степен (23 януари 2004 г.) и орден „Юрий Победоносец“ (14 декември 2006 г.).
С решение на Светия синод на УПЦ КП от 26 ноември 2008 г. е назначен за управляващ архиерей на Донецко-Мариуполската епархия.
На 21 януари 2009 г. е въздигнат в архиепископски сан.
През януари 2011 г., заради насилственото прехвърляне към Московската патриаршия на църква в село Камянка, Телмановски район той заявява, че ако правителството продължава да бъде глухо към неговите искания, той няма да има друг избор освен да се самозапали.
На 15 декември 2018 г. заедно с останалите архиереи на УПЦ КП участва в Обединителния събор в катедралния храм „Света София“.
На 5 февруари 2019 г. митрополитът на Киев и цяла Украйна Епифаний (Думенко) назначава епископ Сергий за пръв член на Светия Синод на Православната църква на Украйна. Същия ден с решение на Синода той е одобрен за ръководител на отдел „Социално обслужване и благотворителност“.
На 3 февруари 2021 г. е възведен в сан митрополит.